# Gaudí als millors efectes visuals
La següent llista és la de les candidatures nominades i guanyadores del Premi Gaudí als millors efectes visuals. Quan es va crear el 2009 s'anomenava Premi Gaudí als millors efectes especials, encara que en la segona edició dels premis va passar a anomenar-se Premi Gaudí als millors efectes especials/digitals. La nomenclatura actual es va adoptar en els Premis Gaudí de 2016.

## Palmarès

### Dècada dels 2000
| Any  | Persones                               | Pel·lícula           |
| ---- | -------------------------------------- | -------------------- |
| 2009 | Josep Maria Aragonés i Arturo Balseiro | Eskalofrío           |
| 2009 | Gerard Morron                          | Aqua, el riu vermell |
| 2009 | DDT, David Martí i Montse Ribé         | Forasters            |
| 2009 | Jordi San Agustín                      | Transsiberià         |

### Dècada dels 2010
| Any  | Persones                                                                                          | Pel·lícula                                       |
| ---- | ------------------------------------------------------------------------------------------------- | ------------------------------------------------ |
| 2010 | David Ambit, Àlex Villagrasa i Salvador Santana                                                   | REC 2                                            |
| 2010 | DDT, Sputnik i Efe-X                                                                              | Paintball                                        |
| 2010 | Berlin SFX Department, Apunto Lapospo i Entropy Studio                                            | The frost (El gebre)                             |
| 2010 | José Maria Aragonés                                                                               | Xtrems                                           |
| 2011 | José Maria Aragonés                                                                               | Viatge màgic a l'Àfrica                          |
| 2011 | Mònica Alarcón, María de la Cámara, Gabriel Paré i Àlex Villagrassa                               | Buried (Enterrat)                                |
| 2011 | Apunto Lapospo                                                                                    | El gran Vázquez                                  |
| 2011 | David Madí, Montse Ribé, Jordi San Agustín i Lluís Castells                                       | Els ulls de la Júlia                             |
| 2012 | Arturo Balseiro, Lluís Castells i Javi García                                                     | Eva                                              |
| 2012 | Reyes Abades i Félix Bergés                                                                       | Bruc. La llegenda                                |
| 2012 | David Martí, Montse Ribé i Cesc Biénzobas                                                         | Mentre dorms                                     |
| 2012 | David Martí, Montse Ribé, Oriol Tarrida, Bruno López Louro, David Martínez Hinojosa i Iván Valero | Floquet de neu                                   |
| 2013 | José María Aragonés                                                                               | Les aventures de Tadeu Jones                     |
| 2013 | Reyes Abades i Ferran Piquer                                                                      | Blancaneu                                        |
| 2013 | David Ambit, Patricia Reyes i Àlex Villagrasa                                                     | REC 3: Gènesi                                    |
| 2013 | Cesc Biénzobas i Joan Amer                                                                        | El bosc                                          |
| 2014 | Lluís Rivera, Pablo Perona, Juanma Nogales, Jon Aguirre, Manuel Ramírez i Isidro Jiménez          | Els últims dies                                  |
| 2014 | Lluís Castells; Lluís Rivera; David Martí i Montse Ribé                                           | El cuerpo                                        |
| 2014 | Àlex Villagrasa i Raul Romanillos                                                                 | Grand piano                                      |
| 2014 | Mister X, Cúbica User T38, DDT (David Martí i Montse Ribé)                                        | Mama                                             |
| 2015 | Àlex Villagrasa, David Ambit, Lucía Salanueva, Lluís Rivera, Josep Claret                         | REC 4: Apocalipsi                                |
| 2015 | Bernat Aragonés, Eric Venti, Jose Bahamonde, Arturo Baston                                        | L'altra frontera                                 |
| 2015 | Guillermo Orbe, David Martí, Montse Ribé, Raúl Romanillos                                         | El Niño                                          |
| 2015 | Javier Romero                                                                                     | Mortadel·lo i Filemó contra en Jimmy el Catxondo |
| 2016 | Lluís Castells i Lluís Rivera                                                                     | Anacleto: Agent secret                           |
| 2016 | Alex Villagrasa i Raúl Romanillos                                                                 | Palmeras en la nieve                             |
| 2016 | Bernat Aragonés                                                                                   | Ningú no vol la nit                              |
| 2016 | Bernat Aragonés i Lluís Rivera                                                                    | El Rey de La Habana                              |
| 2017 | Félix Bergés, Pau Costa, David Martí i Montse Ribé                                                | A monster calls                                  |
| 2017 | Àlex Villagrasa                                                                                   | 100 metros                                       |
| 2017 | Lluís Castells                                                                                    | The chosen one                                   |
| 2017 | Rafa Galdó                                                                                        | Toro                                             |
| 2018 | Manuel López Egea i Bernat Aragonés                                                               | Incerta glòria                                   |
| 2018 | Enric Masip, Joan Mussull, David Martí, Montse Ribé, Cesc Biénzobas i Joan Amer                   | Muse                                             |
| 2018 | Lluis Rivera i Jordi San Agustín                                                                  | Proyecto Lázaro                                  |
| 2018 | Raúl Romanillos i Jordi San Agustín                                                               | Abracadabra                                      |
| 2019 | Laura Pedro, Lluís Rivera i Ricard Barriga                                                        | Superlópez                                       |
| 2019 | Àlex Villagrasa i Lluís Rivera                                                                    | Durante la tormenta                              |
| 2019 | Félix Bergés i Lluís Rivera                                                                       | La sombra de la ley                              |
| 2019 | Jordi San Agustín                                                                                 | El fotógrafo de Mauthausen                       |

### Dècada dels 2020
| Any                                                                | Persones                                              | Pel·lícula                      |
| ------------------------------------------------------------------ | ----------------------------------------------------- | ------------------------------- |
| 2020                                                               | Mario Campoy, Irene Río i Iñaki Madariaga             | El hoyo                         |
| 2020                                                               | Bernat Aragonés                                       | Nacido Rey                      |
| 2020                                                               | Esther Ballesteros i Àlex Villagrasa                  | Paradise Hills                  |
| 2020                                                               | Montse Ribé, Óscar Abades, Eduardo Díaz i Inma Nadela | Dolor y gloria                  |
| 2021                                                               | Lluís Rivera, Aleix Torrecillas i Anna Aragonès       | La vampira de Barcelona         |
| 2021                                                               | Esther Ballesteros i Luis Tinoco                      | No matarás                      |
| 2021                                                               | Lluís Rivera i Àlex Villagrasa                        | Hogar                           |
| 2021                                                               | Raúl Romanillos i Míriam Piquer                       | Adú                             |
| 2022                                                               | Àlex Villagrasa                                       | Mediterráneo''                  |
| 2022                                                               | Lluís Rivera i Lluís Castells                         | Bajocero                        |
| 2022                                                               | Anna Aragonès                                         | El ventre del mar               |
| 2022                                                               | Raúl Romanillos i Míriam Piquer                       | Las leyes de la frontera        |
| 2023                                                               | Laura Pedro                                           | Un año, una noche               |
| 2023                                                               | David Blanco                                          | Tadeu Jones 3. La taula maragda |
| 2023                                                               | Lluís Rivera i Àlex Villagrasa                        | Los renglones torcidos de Dios  |
| 2023                                                               | Lluís Rivera i Laura Pedro                            | Malnazidos                      |
| 2024                                                               | Bernat Aragonés                                       | La contadora de películas       |
| 2024                                                               | Cristina Garmón                                       | Creatura                        |
| 2024                                                               | David Martí i Montse Ribé                             | Secaderos                       |
| 2024                                                               | Wesley Barnard i Miriam Piquer                        | Saben aquell                    |
| 2025                                                               |                                                       |                                 |
| María Magnet, Marion Delgado, Iñaki Gil "Ketxu" i Sebastien Launay | Segundo premio                                        |                                 |
| Diana Cuyàs                                                        | Polvo serán                                           |                                 |
| Laura Canals i Iván López Hernández                                | El 47                                                 |                                 |
| Lluís Rivera Jove, Xavi Molas i Laura Pedro                        | Casa en flames                                        |                                 |